# Jenő Fuchs
Jenő Fuchs (født 29. oktober 1882 i Budapest, død 14. marts 1955 smst.) var en ungarsk fægter, som deltog i to olympiske lege i begyndelsen af 1900-tallet og vandt flere guldmedaljer.

## Idrætskarriere
Fuchs konkurrerede ikke meget i fægtning, men stillede op til Ungarns udtagelsesstævne forud for OL 1908 i London og klarede akkurat kravet med en ottendeplads. Ved legene var han tilmeldt i kårde og sabel, men stillede kun op i sabelkonkurrencerne. I den individuelle konkurrence vandt han først alle sine kampe i runde ét og derpå tabte han en enkelt kamp i runde to, men gik alligevel videre som bedste i sin pulje. I semifinalen blev det igen til et enkelt nederlag, men finaledeltagelsen var sikker. Han gik derpå ubesejret gennem finalerunden og vandt kampen om guldet mod landsmanden Béla Zulawszky; bøhmeren Vilém Goppold z Lobsdorfu, Sr. vandt bronze. I holdkonkurrencen var ungarerne favoritter med guld- og sølvvinderne fra den individuelle konkurrence (Zulawszky stillede dog ikke op i holdkampen), og de indledte da også med at besejre Tyskland 9-0, mens de i semifinalen vandt 11-5 over Italien. I finalen mødte de Bøhmen og vandt en noget tættere kamp med 9-7. Ud over Fuchs bestod det ungarske hold af Oszkár Gerde, Péter Tóth, Lajos Werkner og Dezső Földes.
Ved OL 1912 i Stockholm var Fuchs igen med i de to sabelkonkurrencer. I holdkonkurrencen deltog for Ungarn det samme hold som vandt guld i 1908 suppleret med Zoltán Schenker, László Berti og Ervin Mészáros, og de gik direkte i semifinalen, hvor de vandt alle tre matcher. I finalen vandt de ligeledes alle tre matcher og sikrede sig dermed guldet foran Østrig, mens Nederland fik bronze. I den individuelle konkurrence var der kun tre fægtere i Fuchs' pulje i første runde, og de gik alle videre. I anden runde vandt Fuchs alle sine kampe, mens han i semifinalen tabte en enkelt kamp (til landsmanden Péter Tóth). Han gik dog alligevel videre til finalen, hvor syv ud af de otte deltagere var ungarere. Her tabte Fuchs igen kun én kamp, mens alle andre tabte mindst to, så Fuchs genvandt sin guldmedalje. Også sølv og bronze gik til Ungarn, til henholdsvis Béla Békessy og Ervin Mészáros.
Fuchs fik ikke mulighed for at vinde medaljer ved OL 1920 i Antwerpen, idet Ungarn som en af aggressorerne i den netop overståede første verdenskrig var udelukket fra at deltage i legene. Han var kvalificeret til OL 1924 i Paris, men overlod sin plads til en yngre fægter; da han forsøgte sig til næste OL, var han for nedadgående og kvalificerede sig ikke.
Ud over fægtning dyrkede Fuchs også roning og bobslædekørsel og var også i den ungarske elite i disse sportsgrene.

## Videre karriere
Fuchs var uddannet jurist og havde eget advokatfirma. Han kom også til at arbejde på Budapests børs under anden verdenskrig og blev her regnet som nærmest uundværlig. Da han i 1944 blev tvunget fra bestillingen på grund af sin jødiske baggrund, brød markedet da også sammen, mens Fuchs resten af krigen overlevede i Budapests ghetto.
I februar 1945 blev han sat til at skabe grundlaget for at genskabe handlen med værdipapirer på børsen, og han blev derpå generalsekretær for Budapests børs og havde held til at genoplive børshandlen. Han fortsatte på denne post, indtil Sovjetunionen i 1948 nedlagde Budapests børs.